# Лодейзен, Франк
Франк Лодейзен (нидерл. Frank Lodeizen; 28 сентября 1931, Амстердам — 28 мая 2013, там же) — нидерландский художник.

## Биография
Оставшись сиротой во время Второй мировой войны, он сошёлся с поэтической группой Пятидесятников. Позднее подружился с живописцами движения КОБРА, чьи взгляды во многом разделял, и как самоучка открыл для себя рисунки карандашом, гуашью и гравировку. Он стал известной фигурой в амстердамской галерее и мире художников и часто сотрудничал с поэтами и писателями, такими как Ханс Андреус, Симон Кармиггельт и Ханс Пломп.
В середине 1950-х Лодейзен женился на шведской кинозвезде Улле Якобссон. Женские журналы того времени активно наблюдали за жизнью пары, начиная со дня свадьбы, особенно когда родился их ребёнок. Лодейзен окунулся в роскошную жизнь, которую могла себе позволить Улла, жил как плейбой, путешествовал с ней по всей Европе, встречался с известными кинозвёздами и режиссёрами, жил на Мальорке.
Брак продлился два года. Лодейзен был женат пять раз. Ему было очень трудно взять на себя обязательство и где-то пустить корни, как Франк признавался позднее.
Актриса Рифка Лодейзен (род. 1972) — его дочь от последнего брака.
Фрэнк Лодейзен провёл свои последние годы в амстердамском доме престарелых.